# Cauloramphus pseudospinifer
Cauloramphus pseudospinifer is een mosdiertjessoort uit de familie van de Calloporidae. De wetenschappelijke naam van de soort is voor het eerst geldig gepubliceerd in 1958 door Androsova.